# 46 Defense

46-Defense-Formation

Die 46 Defense, auch Eight in the Box, ist eine Formation der Defense im American Football. Erdacht wurde sie in den 1980ern vom Footballtrainer Buddy Ryan in seiner Zeit als Defensive Coordinator der Chicago Bears. Ziel der Formation ist es, den Quarterback unter Druck zu setzen. Im Gegensatz zu den meisten anderen Defense-Formationen, wie der 4-3 Defense oder der 3-4 Defense, wurde die Formation nicht nach der Anzahl der aufgestellten Spieler einer Position, sondern nach der Rückennummer des Strong Safety der Bears, Doug Plank, benannt.

## Aufstellung
Die Formation basiert auf der 4-3 Defense, es werden deshalb vier Defensive Linemen und drei Linebacker aufgestellt. Bei der 46 Defense verschiebt sich die Defensive Line auf die Weak Side, so dass dem Guard auf der Strong Side (Seite auf der ein Tight End steht), dem Center und dem Guard der Weak Side je ein Defensive Tackle gegenübergestellt wird und dem Offensive Tackle der Weak Side (meist sogar ein oder zwei Yards außerhalb) ein Defensive End. Alternativ kann dem Guard der Strong Side auch ein Defensive End gegenübergestellt werden. Dem zweiten Offensive Tackle (Strong Side) und dem Tight End werden je ein Linebacker (die beiden Outside Linebacker) an die Line of Scrimmage gegenübergestellt. Dabei wird der Weak-Side-Linebacker, auch Charlie genannt, gegenüber der inneren Schulter des Tight Ends und der Strong-Side-Linebacker, auch Jack genannt, gegenüber der äußeren Schulter aufgestellt. So wurde die 46 Defense zur ersten Defense-Formation, die die gegnerische Offense dazu zwingt eins-gegen-eins zu Blocken. Zusätzlich wurde noch ein Linebacker in zweiter Reihe aufgestellt und der Strong Safety nach vorne, ebenfalls in die zweite Verteidigungsreihe, geholt.

## Bedeutung für den Sport
Um den, bei nur drei Passverteidigern, in der Defense frei werdenden Raum zu nutzen, begannen die Teams den Fullback, welcher in den 1980ern häufig aufgestellt wurde, durch einen dritten Wide Receiver zu ersetzen. Diese Aufstellung der Offense konnte sich durchsetzen, weshalb die 46 Defense im Football nur selten angewendet wird. Hauptanwendung findet die 46 Defense in Goalline-Situationen, wo der zu deckende Raum nur noch sehr klein ist.
Als wichtiger Beitrag für diese Entwicklung gilt die einzige Niederlage der Bears in ihrer Meisterschaftssaison 1985, die sie gegen die Miami Dolphins erlitten. Miamis Head Coach Don Shula nutzte aus, dass die drei Defensive Backs der Bears ständig Eins-gegen-Eins verteidigen mussten, was den Pro-Bowl-Wide-Receiver Nat Moore, Mark Duper und Mark Clayton Freiräume ließ, und dass Quarterback Dan Marino so schnell zu ihnen warf, dass die 46 Defense der Bears regelmäßig zu spät kam.